# Cacophis
Cacophis – rodzaj jadowitych węży z rodziny zdradnicowatych (Elapidae), obejmujący gatunki występujące we wschodniej Australii.

## Gatunki
Do rodzaju należą następujące gatunki:
- Cacophis churchilli Wells & Wellington, 1985
- Cacophis harriettae Krefft, 1869
- Cacophis krefftii Günther, 1863
- Cacophis squamulosus (Duméril, Bibron & Duméril, 1854)